# Güdül
Güdül là một huyện thuộc tỉnh Ankara, Thổ Nhĩ Kỳ. Huyện có diện tích 384 km² và dân số thời điểm năm 2007 là 10676 người, mật độ 28 người/km².